# Harmen Jacobus Kooreman
Harmen Jacobus Kooreman (1943) is een Nederlands onderwijskundige.

## Carrière
In 1970 studeerde Kooreman af in de onderwijskunde aan de Universiteit van Leiden. Hij werkte tot 1973 aan de Technische Hogeschool Twente. Hij gaf ook les aan de MO-opleidingen in Hengelo en Enschede. Tot 1995 werkte hij op het Pedagogisch Centrum in Enschede, waar hij de leertheorie van Gal'perin toepaste op het leren lezen en spellen. Kooreman gaf de didactische methoden Letterstad (1976) en Spellingland uit voor leren lezen en spellen, gebaseerd op een onderscheid tussen drie soorten woorden: hakwoord, klankvoetenwoord en woord in een woord. In Letterstad introduceerde hij nieuwe terminologie voor het leren lezen en spellen. Hij bedacht talrijke termen over het analytisch/synthetisch leren lezen ('hakken en plakken', 'twee-, drie- en viertekenklanken'), voor het leren spellen van onveranderlijke woorden ('klankvoet', 'klankteen', 'schoolwoord', 'wachtwoord', 'trechterwoord', 'pechwoord', 'tekendief', 'dubbelzetter', 'goede hoorder', 'splitser' en 'i-figuur') en voor het leren spellen van werkwoordsvormen ('puntletter' en 'bromvliegzwaan'). De specifieke termen zijn door velen overgenomen en hebben een blijvende plaats in de Nederlandse taal verworven.
Van 1989 tot 1991 werkte Kooreman op de Universiteit Twente aan de toepassing van ICT in het onderwijs. In 2008 begon hij met het ontwikkelen van programma's voor het digitaal leren lezen en spellen. Zijn doel was om een leerling zonder enige hulp van buitenaf, dus volkomen zelfstandig, lezen en spellen te leren. Hij verzamelde in Hengelo een aantal mensen om zich heen die het digitale leren lezen en spellen programmeerden en uitprobeerden.